# Гватемальская мерлуза
Гватемальская мерлуза (лат. Merluccius angustimanus) — вид рыб из семейства мерлузовых (Merlucciidae). Обитает в субтропических водах центрально- и юго-восточной части Тихого океана между 28° с. ш. и 1° с. ш. и между 113° з. д. и  78° з. д.  Встречается на глубине до 523 м. Максимальная зарегистрированная длина 40 см. Размножается икрометанием. Является объектом целевого коммерческого промысла.

## Ареал и среда обитания
Гватемальская мерлуза обитает .... Частично разделяет ареал с североамериканской мерлузой.

## Описание
Тело прогонистое, умеренно сжатое с боков. 
Максимальная зарегистрированная длина 40 см.

## Биология
Взрослые рыбы питаются пелагической рыбой (анчоусами, сельдью, скумбрией, сардиной, тресковыми) и кальмарами; молодь — мелкими ракообразными, в основном эвфаузиевыми и амфиподами.

## Взаимодействие с человеком
Ценная промысловая рыба.